# Juan Manuel Aparicio
Juan Manuel Aparicio fue un fraile argentino de la Orden Mercedaria con una destacada participación en el proceso de emancipación de su país, al que adhirió fervorosamente.

## Biografía
Juan Manuel Aparicio nació en Buenos Aires en el segundo tercio del siglo XVIII, hijo de Francisco Aparicio y Juana Romero.
Finalizó su noviciado en 1790 e hizo su profesión religiosa en el Convento de la Merced. En 1799 era sacerdote. El 31 de marzo de 1807, tras la primera invasión inglesa y cuando la ciudad se preparaba para la segunda, fue designado capellán del 3° Escuadrón de Húsares de Buenos Aires, o Húsares de Núñez. El 3 de diciembre de ese año el capítulo provincial de Santa Fe lo nombró Comendador del Convento de Buenos Aires. 
Asistió al Cabildo abierto del 22 de mayo de 1810 en el que adhirió al voto de Cornelio Saavedra por el que se propiciaba la deposición del virrey Baltasar Hidalgo de Cisneros y el gobierno del Cabildo de Buenos Aires hasta tanto se nombrara una Junta.
La noche del 24 de mayo junto al padre Grela arengó al pueblo bajo las galerías mismas del Cabildo y a soldados y oficiales en sus cuarteles y el 25 de mayo de 1810 en tanto superior de los mercedarios firmó al igual que otros 17 frailes de esa orden la petición para que Cisneros renunciara como presidente de la junta.
Designada la primera Junta de gobierno presidida por un americano, engalanó el Convento con ornamentaciones y luces para festejar el acontecimiento.
En 1811 fue nombrado definidor provincial de la orden. El primer domingo de Cuaresma de 1812 predicaba en la parroquia de San Nicolás "sobre la defensa de la Patria y el patriotismo" cuando fue interrumpido e insultado por un español que pasó luego la noche encarcelado a raíz del escándalo. El sermón del domingo siguiente provocó una nueva manifestación de 16 realistas que se burlaron del fraile hasta ser detenidos por una patrulla, esto en vísperas de ser denunciada la conspiración de Martín de Álzaga.
A raíz de la secularización dispuesta por la reforma religiosa encarada por Bernardino Rivadavia, Aparicio se desempeñó como sacerdote en la parroquia de Pergamino. Falleció en Buenos Aires en 1843.